# افسانک
در اسطوره‌شناسی، از واژهٔ افسانَک (به انگلیسی: mytheme) برای نامیدن عنصرهای بنیادین، تجزیه ناپذیر و دگرگون‌ناپذیر در هر اسطوره بهره می‌گیرند.
برای نمونه موضوع چشم اسفندیار (تنها نقطهٔ آسیب‌پذیر اسفندیار) یکی از واحدهای افسانه‌پردازی در افسانه‌های ایرانی و همین موضوع به شکل پاشنه آشیل موضوعی افسانه‌ای در اسطوره‌های یونانی است بنابراین موضوع یک افسانک به‌شمار می‌آید.
افسانک‌ها در یک اسطوره مانند ملکول‌ها در یک بدن هستند و پاره‌های شکل‌دهندهٔ آنند.